# 相川勝敏
相川 勝敏（あいかわ かつとし、1933年9月3日 - ）は、日本中央競馬会の騎手、調教師。

## 経歴

### 騎手時代
1933年9月3日、新潟県に生まれる。その後は千葉県で育ち、1949年から中山競馬場の鈴木信太郎厩舎で騎手候補、1952年に同厩舎で騎手になった。1968年に鈴木清厩舎、同年のうちに内藤潔厩舎に所属を移している。1973年2月25日に中京10R・5歳以上400万下でのローヤルオーシャンの騎乗（5着）を最後に騎手を引退。通算成績1441戦109勝、重賞未勝利。通算賞金1億3276万円。

### 調教師時代
騎手引退と同年の1973年に調教師免許を取得し、東京競馬場に厩舎を開業。1974年7月6日の中山2R・4歳以上未勝利のペルセポリスで初出走（2着）。8月17日の新潟8R・4歳以上200万下のキヨナデイアで初勝利。
1978年には所属を東京競馬場から美浦トレーニングセンターに移した。
1987年にエビスジョウジで東京新聞杯（GIII）を制し重賞初勝利。
1993年からは浦和競馬から中央に転入してきたトロットサンダーを管理。1995年11月19日、マイルチャンピオンシップを同馬で勝利し、GI初制覇。1996年6月9日には安田記念を勝利し、GI2勝目を挙げた。
2004年2月29日、調教師を引退した。通算成績4080戦310勝。重賞3勝、うちGI2勝。通算賞金40億7258万円（うち中央40億4416万円、地方2842万円）。

## 調教師成績
- 以下の内容は、日本中央競馬会（JRA）[1]およびnetkeiba.com[4]に基づく。

|            | 日付           | 競馬場・開催  | レース名       | 出走馬           | 頭数 | 人気 | 着順 |
| ---------- | -------------- | ------------- | -------------- | ---------------- | ---- | ---- | ---- |
| 初出走     | 1974年07月06日 | 3回中山7日02R | 4歳以上未勝利  | ペルセポリス     | 8    | 5    | 2    |
| 初勝利     | 1974年08月17日 | 3回新潟3日08R | 4歳以上200万下 | キヨナデイア     | 10   | 3    | 1    |
| 重賞初出走 | 1986年02月02日 | 1回東京4日11R | 東京新聞杯     | エビスジョウジ   | 10   | 4    | 6    |
| 重賞初勝利 | 1987年02月08日 | 1回東京4日11R | 東京新聞杯     | エビスジョウジ   | 11   | 6    | 1    |
| GI級初出走 | 1986年12月14日 | 5回中山6日11R | 朝日杯3歳S     | ダイカツグリン   | 9    | 9    | 8    |
| GI級初勝利 | 1995年11月19日 | 8回京都6日11R | マイルCS       | トロットサンダー | 18   | 4    | 1    |

### 主な管理馬
- トロットサンダー（1995年マイルチャンピオンシップ、1996年東京新聞杯[注釈 1]、安田記念）
- エビスジョウジ（1987年東京新聞杯）

## 主な厩舎スタッフ
- 手塚貴久 - 厩務員（1989年10月 - 1990年2月）